# Grudzielec
Grudzielec – wieś w Polsce położona w województwie wielkopolskim, w powiecie ostrowskim, w gminie Raszków, ok. 15 km na północ od Ostrowa. 
W 2011 liczyła 537 mieszkańców. 

## Historia
W latach 1942–1943 w Grudzielcu znajdował się obóz pracy – w Sobótce znajdują się groby Żydów tam zamordowanych. Miejscowość przynależała administracyjnie przed rokiem 1932 do powiatu pleszewskiego, w latach 1932-1934 do powiatu jarocińskiego, w latach 1975-1998 do województwa kaliskiego, a w latach 1934–1975 i od 1999 do powiatu ostrowskiego.